# Colpochila flava
Colpochila flava är en skalbaggsart som beskrevs av Szito 1995. Colpochila flava ingår i släktet Colpochila och familjen Melolonthidae. Inga underarter finns listade i Catalogue of Life.